# توم بيكر (ممثل)
توم بيكر (بالإنجليزية: Tom Baker)‏ هو ممثل أمريكي، ولد في 23 أغسطس 1940 في الولايات المتحدة، وتوفي في 2 سبتمبر 1982 بنيويورك في الولايات المتحدة.

## وصلات خارجية
- توم بيكر على موقع IMDb (الإنجليزية)
- توم بيكر على موقع أول موفي (الإنجليزية)
- توم بيكر على موقع قاعدة بيانات الفيلم (الإنجليزية)